# Helionidia kosa
Helionidia kosa är en insektsart som beskrevs av Irena Dworakowska 1981. Helionidia kosa ingår i släktet Helionidia och familjen dvärgstritar. Inga underarter finns listade i Catalogue of Life.